# کوپروجوک (آلاداغ)
کوپروجوک (به ترکی استانبولی: Köprücük) یک منطقهٔ مسکونی در ترکیه است که در آلاداغ، آدانا واقع شده‌است.